# Valparaíso (Caquetá)
Pour les articles homonymes, voir Valparaiso (homonymie).
Valparaíso est une municipalité située dans le département de Caquetá, en Colombie.